# Joseph Whitley
Joseph Whitley (Wakefield, 1817 - Nova Iorque, 1891). Foi casado com Sarah Whitley e pai de Elizabeth 'Lizzy' Whitley, esposa de Louis Le Prince, um dos pais do cinema.
Joseph, ao lado de sua esposa e do neto Adolphe Le Prince, participou de Roundhay Garden Scene, o filme mais antigo ainda sobrevivente, sendo assim um dos primeiros atores da história do cinema. As filmagens ocorreram em uma propriedade deles, localizada em Roundhay, Leeds, West Yorkshire, Inglaterra, no dia 14 de outubro de 1888.

## Ligações Externas
- «Biografia de Joseph Whitley no IMDb» (em inglês)